# الموزره
الموزره (به عربی: الموزرة) یک منطقهٔ مسکونی در سوریه است که در ناحیه احسم واقع شده‌است. الموزره ۳٬۹۹۳ نفر جمعیت دارد.